# اسمعي (ألمانيا!)
اسمعي، ألمانيا! (بالألمانية: Deutsche Hörer!) مجموعة من الرسائل من تأليف الكاتب الألماني توماس مان، كتبها أثناء الحرب العالمية الثانية في الولايات المتحدة بعد سحب الجنسية الألمانية منه ونفيه في 1936 بسبب مواقفه من النازية، ونُشرت الرسائل في عام 1942. 25 رسالة من تلك المجموعة بُثّت من قبل إذاعة بي بي سي إلى ألمانيا النازية في الفترة من أكتوبر 1940 حتى أغسطس 1943. النسخة الأصلية التي نُشرت في 1942 لم تصل أبداً إلى ألمانيا، نسخة أخرى نُشرت من السويد بعد انتهاء الحرب.

## وصلات خارجية
- اسمعي، ألمانيا!، على موقع أمازون.
- اسمعي، ألمانيا!، على جود ريدز.
- اسمعي، ألمانيا!، على مكتبة جامعة ميشيغان.
- اسمعي، ألمانيا!، على الفهرس العالمي.
- اسمعي، ألمانيا!، على كتب جوجل.